# Li Na (szpadzistka)
Li Na (chiń. 李娜; pinyin Lǐ Nà; ur. 9 marca 1981 w Dandong) – chińska szpadzistka, dwukrotna medalistka olimpijska i wielokrotna medalistka mistrzostw świata.
Na igrzyskach olimpijskich w Sydney w 2000 roku wspólnie z Liang Qin i Yang Shaoqi zdobyła brązowy medal w zawodach drużynowych. Podczas rozgrywanych cztery lata później igrzysk olimpijskich w Atenach była szósta drużynowo i dziewiąta indywidualnie. Na igrzyskach olimpijskich w Pekinie w 2008 roku była czwarta w zawodach indywidualnych, przegrywając walkę o brązowy medal z Węgierką Ildikó Minczą-Nébald 11:15. Brała też udział w igrzyskach olimpijskich w Londynie w 2012 roku, gdzie reprezentacja Chin w składzie: Li Na, Luo Xiaojuan, Sun Yujie i Xu Anqi zdobyła złoty medal w zawodach drużynowych. W rywalizacji indywidualnej tym razem zajęła dziewiąte miejsce. 
Podczas mistrzostw świata w Seulu w 1999 roku razem z Yang Shaoqi i Liang Qin wywalczyła srebrny medal w rywalizacji drużynowej. W tej samej konkurencji Chinki z Li w składzie zdobywały następnie złoty medal na mistrzostwach świata w Turynie (2006), srebrne podczas mistrzostwa świata w Pekinie (2008) i mistrzostw świata w Katanii (2011) oraz brązowy na mistrzostwach świata w Lizbonie (2002). Na mistrzostwach świata w Katanii (2011) zwyciężyła w zawodach indywidualnych, pokonując w finale Sun Yujie. Cztery lata wcześniej, na mistrzostwach świata w Petersburgu (2007) była druga, ulegając w finale Niemce Britcie Heidemann. Zdobyła także brązowy medal na mistrzostwa świata w Hawanie (2003), plasując się za Nataliją Konrad z Ukrainy i Francuzką Maureen Nisimą.
Zdobyła srebrny medal drużynowo na igrzyskach azjatyckich w Pusan w 2002 roku oraz złoty drużynowo i brązowy indywidualnie podczas igrzysk azjatyckich w Doha w 2006 roku. 
Kilkukrotnie zdobywała medale mistrzostw Azji, w tym między innymi złoty indywidualnie na MA w Nantong (2007) i MA w Bangkoku (2008) oraz drużynowo podczas MA w Nantong (2007), MA w Bangkoku (2008), MA w Wakayamie (2012) i MA w Szanghaju (2013).